# Пашеко, Арлиндо
Арлиндо Коррея Пашеко (порт.-браз. Arlindo Corrêa Pacheco; 30 декабря 1899 — неизвестно) — бразильский футболист, нападающий.

## Карьера
Арлиндо начал карьеру в 1916 году в клубе «Ботафого». 28 мая он забил первый мяч за клуб, поразив ворота «Америки»; всего он забил за сезон 3 раза. В 2017 году футболист перешёл в «Америку». 1 апреля он забил первый гол за клуб, поразив ворота «Сан-Кристована». А 10 июня забил 5 голов в матче со своим бывшим клубом, «Ботафого»; матч завершился со счётом 7:0. 24 февраля 1918 года Арлиндо забил 4 гола в ворота «Бангу» и в том же матче не смог реализовать пенальти. Всего за клуб он забил 45 голов. В 1920 году нападающий вернулся в стан «Ботафого» и в первом же сезоне стал лучшим бомбардиром чемпионата штата Рио-де-Жанейро с 20 голами, в некоторых источниках другие цифры — 18 голов, куда входят 5 голов в матче с «Бангу». В 1922 году Пашеко вновь стал играть за «Ботафого»; последний мяч за клуб он забил 18 июня 1922 года в ворота «Бангу». В 1923 году Арлиндо перешёл в «Васко да Гаму», за которую забил 8 голов. В следующем году он играл уже в Америке, забив за клуб 3 гола.
В составе сборной Бразилии Арлиндо дебютировал 6 мая 1917 года в матче против «Спортиво Барракас». В 1919 году он поехал в числе игроков национальной команды на чемпионат Южной Америки, где бразильцы выиграли золотые медали. Но на самом турнире нападающий на поле не выходил.

## Статистика

### Клубная
| Сезон | Команда                  | Чемпионат    | Чемпионат | Чемпионат | Прочие | Прочие |
| Сезон | Команда                  | Лига         | Игры      | Голы      | Игры   | Голы   |
| ----- | ------------------------ | ------------ | --------- | --------- | ------ | ------ |
| 1916  | Ботафого                 | Лига Кариока | ?         | 2         | ?      | 1      |
| 1917  | Америка (Рио-де-Жанейро) | Лига Кариока | ?         | 9         | ?      | 5      |
| 1918  | Америка (Рио-де-Жанейро) | Лига Кариока | ?         | 12        | ?      | 1      |
| 1919  | Америка (Рио-де-Жанейро) | Лига Кариока | ?         | 15        | ?      | 3      |
| 1920  | Ботафого                 | Лига Кариока | ?         | 18        | ?      | 3      |
| 1921  | ?                        | Лига Кариока | ?         | ?         | ?      | ?      |
| 1922  | Ботафого                 | Лига Кариока | ?         | 5         | ?      | 1      |
| 1923  | Васко да Гама            | Лига Кариока | ?         | 8         | ?      | 0      |
| 1924  | Америка (Рио-де-Жанейро) | Лига Кариока | ?         | 1         | ?      | 2      |

### Международная
| Матчи Арлиндо за сборную Бразилии | Матчи Арлиндо за сборную Бразилии | Матчи Арлиндо за сборную Бразилии | Матчи Арлиндо за сборную Бразилии | Матчи Арлиндо за сборную Бразилии | Матчи Арлиндо за сборную Бразилии | Матчи Арлиндо за сборную Бразилии |
| --------------------------------- | --------------------------------- | --------------------------------- | --------------------------------- | --------------------------------- | --------------------------------- | --------------------------------- |
| №                                 | Дата                              | Место проведения                  | Оппонент                          | Счёт                              | Голы                              | Турнир                            |
| 1                                 | 6 мая 1917                        | Рио-де-Жанейро                    | Спортиво Барракас                 | 1:1                               | —                                 | Товарищеский матч                 |
| 2                                 | 13 мая 1917                       | Рио-де-Жанейро                    | Спортиво Барракас                 | 2:1                               | —                                 | Товарищеский матч                 |
| 3                                 | 1 июня 1919                       | Рио-де-Жанейро                    | Аргентина                         | 3:3                               | 2                                 | Кубок Роберто Чери                |

1 игра и два гола в официальных встречах, 2 игры — в неофициальных

## Достижения

### Командные
- Чемпион Южной Америки: 1919
- Чемпион штата Рио-де-Жанейро: 1923, 1924

### Личные
- Лучший бомбардир чемпионата штата Рио-де-Жанейро: 1920 (18 голов)